# Palazzo della Civiltà Italiana

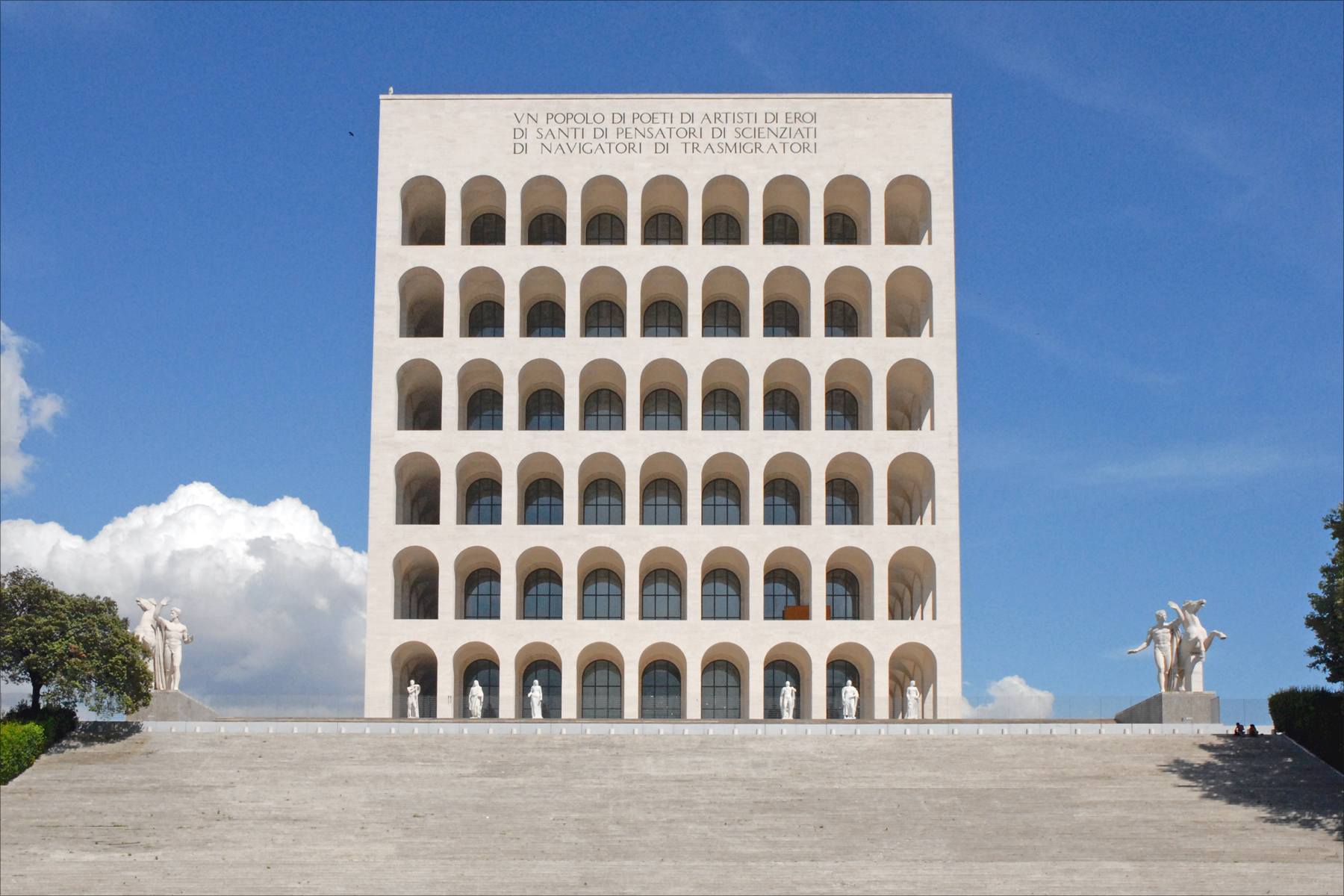
Front Palazzo della Civiltà Italiana

Palazzo della Civiltà Italiana (Pałac Kultury Włoskiej, Palazzo della Civiltà del Lavoro) – monumentalny budynek w Rzymie wybudowany w latach 1938–1943 w stylu modernizmu w dzielnicy Esposizione Universale di Roma.

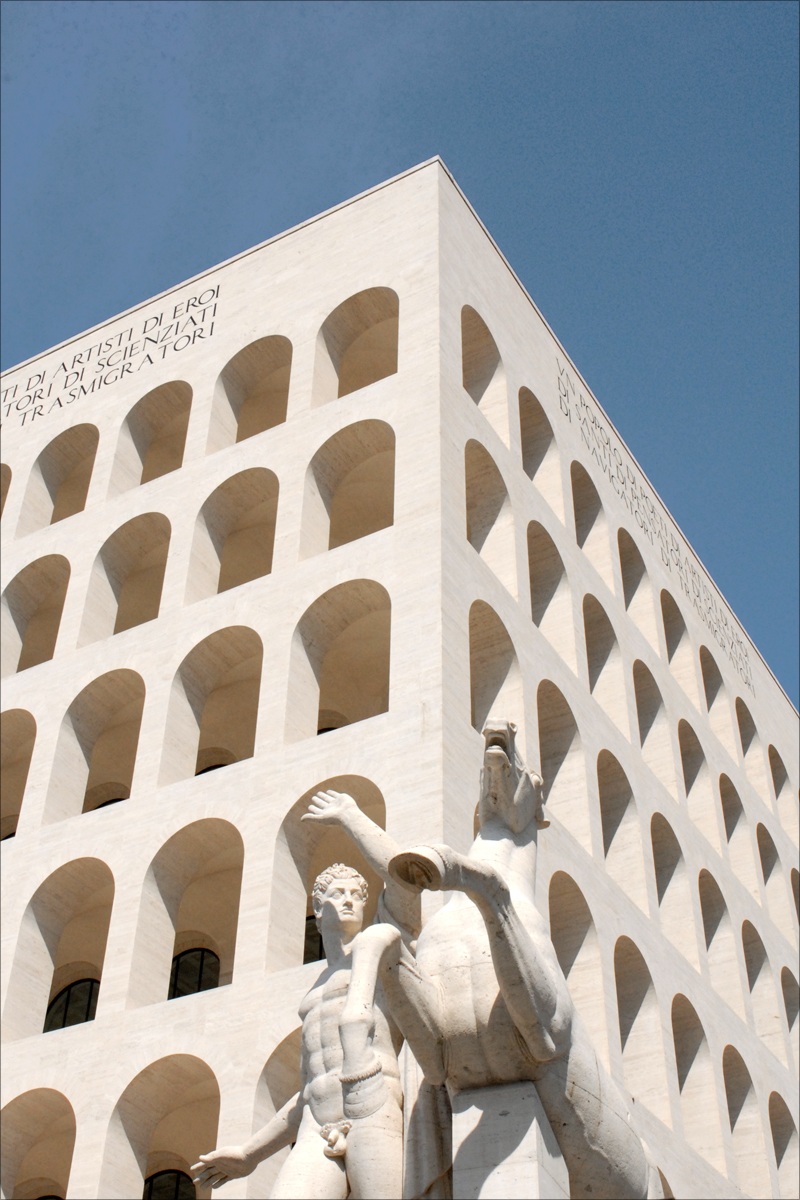

Budynek zwany również jako Kwadratowe Koloseum (Colosseo Quadrato) stanowi część niezrealizowanych do końca planów Targów Światowych w 1942 roku. Projektantami byli Giovanni Guerrini, Ernesto Bruno La Padula oraz Mario Romano. W kubicznej bryle budowli widoczne są inspiracje starożytną architekturą. Umieszczony na kwadratowym podwyższeniu, otoczony jest galerią nagich, alegorycznych postaci ponadnaturalnej wielkości wyrzeźbionych w karraryjskim marmurze. Inskrypcja na zwieńczeniu głosi: Un popolo di poeti di artisti di eroi, di santi di pensatori di scienziati, di navigatori di trasmigratori, czyli Naród poetów, artystów, bohaterów, świętych, myślicieli, naukowców, żeglarzy, podróżników i pochodzi z jednej z mów Benita Mussoliniego.
Stanowi dziś ikonę i typowy przykład architektury faszystowskich Włoch. Współcześnie wnętrze wykorzystywane komercyjnie przez producenta luksusowych torebek, zegarków i przyborów do pisania.

## Źródło
- Co zobaczyć w Rzymie? Monumentalne bryły z czasów Mussoliniego, serwis archirama.muratorplus.pl